# Georg Bernhard Petrus von Mellin
Georg Bernhard Petrus Graf von Mellin (* 13. November 1704 in Reval; † 5. Dezember 1785 auf Schöning) war ein preußischer Generalmajor sowie Erbherr von Damkow, Kesow, Schönenfelde und Schöning.

## Leben

### Herkunft
Seine Eltern waren der schwedische Generalmajor und Landrat in Estland Bernhard Johann von Mellin (* 5. Mai 1659 in Vahnerow; † 14. Dezember 1733 in Toal) und dessen Ehefrau Anne Helene, geborene von Wrangel (* 7. Januar 1676; † 8. März 1709 in Reval).

### Militärkarriere
Mellin wurde 1719 als Gefreiterkorporal im Infanterieregiment „Anhalt-Zerbst“ der Preußischen Armee angestellt. Hier durchlief Mellin die Offiziersstellen, bis er am 27. August 1737 Kapitän und Kompaniechef wurde. Als solcher nahm er dann am Feldzug 1744/45 an den Belagerungen von Prag und Cosel sowie der Schlacht bei Hohenfriedberg und dem Gefecht bei Jaromir, bei dem er verwundet wurde, teil. Am 13. Oktober 1752 folgte seine Beförderung zum Major. Im Feldzug 1756/59 kämpfte Mellin bei Reichenbach, Prag, Breslau, Leuthen, Domstadtl, Zorndorf und Hochkirch. Hier wurde Mellin als Kommandeur seines Regiments schwer verwundet und geriet in österreichische Gefangenschaft. Aus dieser wurde Mellin im Januar 1759 entlassen und er kehrte anschließend zu seinem Regiment zurück. Dort folgte am 25. Februar 1759, nachdem er bereits im Dezember 1758 Oberstleutnant geworden war, seine Beförderung zum Oberst. Nach dem Frieden von Hubertusburg dimittierte Mellin als Generalmajor am 6. August 1763 und verbrachte den Rest seines Lebens auf seinen Gütern.

### Familie
Verheiratet war er seit 23. Juni 1740 mit Anna Ulrike Eleonore von Mellin (* 11. Januar 1718 in Boldevitz; † 29. April 1797 in Garz), der Tochter seines Onkels Karl Gustav von Mellin. Das Paar hatte folgende Kinder:
- Dorothea Eleonore Bernhardine (* 17. Juni 1741 in Boldevitz; † 31. Januar 1742)
- Friedrich Wilhelm August (* 9. Juli 1743 in Stettin; † 10. Juli 1743)
- Dorothea Friederike Catharina (* 12. Dezember 1744 in Stettin; † 1. Juli 1794) ⚭ Friedrich Heinrich Christian von Borcke (* 3. Juli 1744; † 4. Juni 1790)
- August Wilhelm (* 8. November 1746 in Stettin; † 16. August 1836), Ritter des Johanniterordens und Kammerherr ⚭ Charlotte Friederike Wilhelmine von Kahlden (* 13. April 1753; † 16. März 1830), die Tochter von Generalmajor Henning Alexander von Kahlden